# コウトウシュウカイドウ
コウトウシュウカイドウは日本に自生するシュウカイドウのひとつ。八重山に産し、根茎が這い、白い花をつける。

## 特徴
コウトウシュウカイドウ Begonia fenicis Merr. は、少し多肉質の柔らかい草で、茎は立ち上がらず、根出葉だけをつける。
根茎は横に這い、根を下ろし、葉をつける。葉柄は長く、10-20cm。
葉は左右不対称、基部は心形で葉先は細く尖り、全体としては歪んだハート形である。表面は滑らかで柔らかなつやがあり、縁に細かい鋸歯がある。裏表共に無毛で、長さ8-14cm。
花は根茎から伸び上がって葉より突き出た花茎の先につく。花茎は長さ20-30cm、先端で叉状に分枝して十数個の花をつける。雄花は白く、外側の大きい二弁は円形で長さ1.5cmほど。なお、花色は薄桃色を帯びることもある。果実の翼は不同の三枚があり、大きいもので幅7mm。

## 生育環境
森林内の渓流沿いの岩の上に生える。同属のマルヤマシュウカイドウも同じような環境に生える。ただし本種は与那国島では日の当たる岸壁にも生育しているとのこと。

## 分布
沖縄県八重山諸島の石垣島と西表島、与那国島に生育する。西表島ではスン、与那国ではパッパと呼ばれた。この他、台湾の蘭嶼とフィリピンに分布する。

## 分類
この類ではシュウカイドウが本土でよく見られるが、外来種であり、本来の自生種は上記マルヤマシュウカイドウと本種の二つだけである。マルヤマシュウカイドウは茎が立ち、花が淡いピンクになるのではっきり区別できる。

## 保護について
この種は沖縄県レッドデータブックで危急種に指定されている。西表島ではある程度の数があるが、石垣島では現状不明とのこと。問題点として渓流環境の破壊と、それに栽培のための採集圧があげられている。環境省のそれでは絶滅危惧II類に指定されている。

## 利用
上記のように栽培されることがあるが、あまり見かけない。かつては西表島や与那国島で食用とされた。葉柄部分を煮物などで食べる。生食すると酸味がある。

## ギャラリー
コウトウシュウカイドウ
（2024年12月 板橋区立熱帯環境植物館）
- 花拡大
- 左右非相称の葉
- 全体